# Chiesa di Santo Stefano (Castel Frentano)
La chiesa arcipresbiteriale di Santo Stefano Protomartire è la chiesa madre di Castel Frentano, in provincia di Chieti e arcidiocesi di Lanciano-Ortona.
Venne ricostruita nella seconda metà del Settecento su una chiesa edificata probabilmente tra la fine del XIII secolo e gli inizi del XIV secolo, divenuta troppo piccola per contenere il numeroso popolo ed ormai malridotta. Fin dal XVI secolo, la chiesa è arcipretura, di cui fu primo arciprete don Camillo Savino.

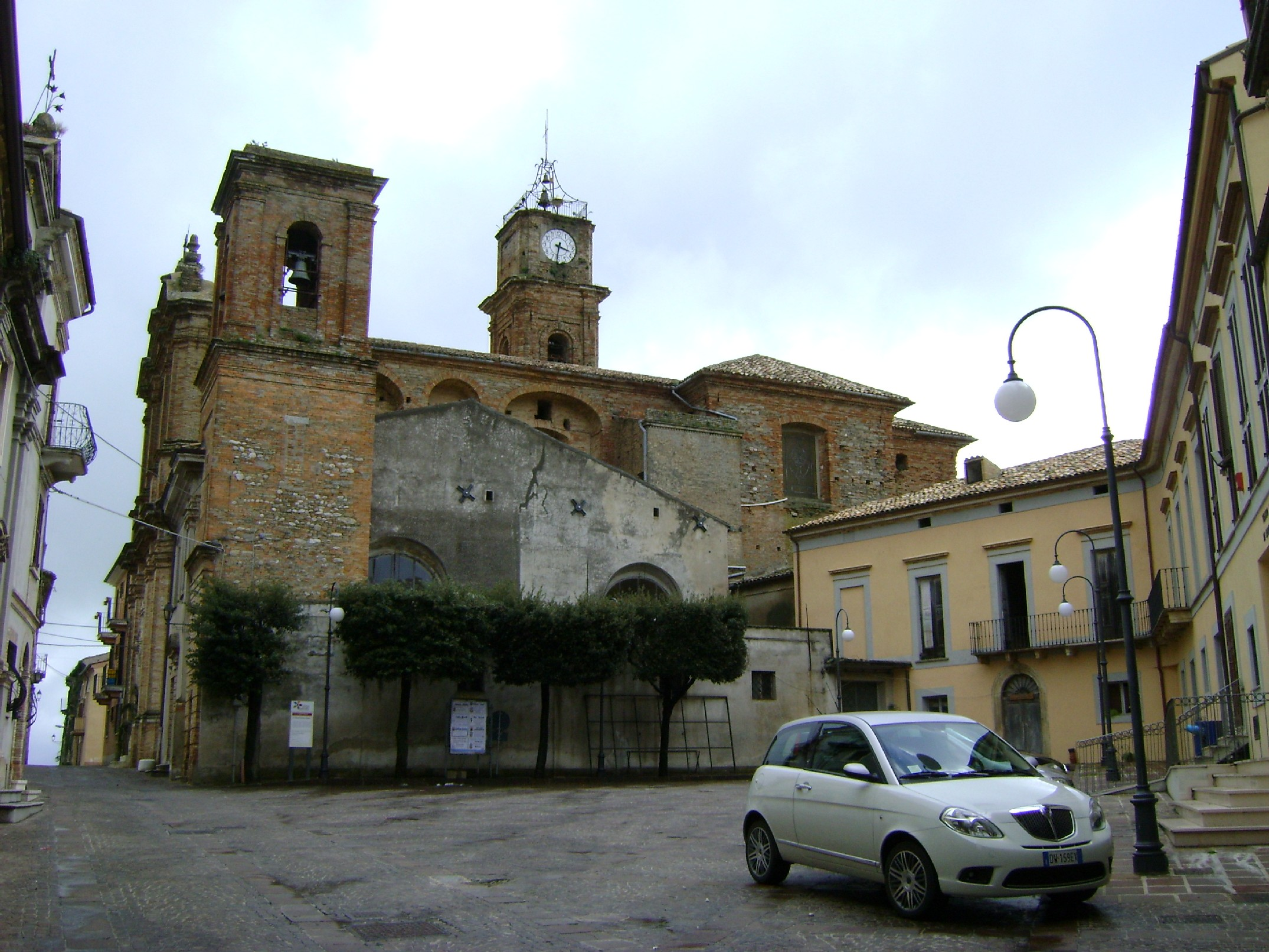
Piazza Caporali, in vista la cappella del Santissimo Rosario, e indietro la mole della parrocchia di Santo Stefano

## Storia

### Il primo luogo di culto
La prima chiesa madre di Santo Stefano è di incerta origine, presumibilmente edificata tra la fine del XIII secolo e gli inizi del XIV secolo. Possedeva un quadretto della pace in bassorilievo d'argento, realizzato forse da Nicola da Guardiagrele (1385-1462 circa), oggi scomparso, come si apprende dallo storico Anton Ludovico Antinori. Dopo essere stata governata per qualche secolo da un rettore, nel XVI secolo la chiesa fu elevata al rango di arcipretura (probabilmente in concomitanza con l'erezione della diocesi di Lanciano, nel 1515), privilegio concesso ad una parrocchia molto estesa ricca di popolo e di clero, dando così modo all'Università di Castel Nuovo (così infatti si chiamava allora Castel Frentano) di eleggere il suo arciprete.  Il primo arciprete di cui si conosce il nome è don Camillo Savino. Di questo periodo, si conserva un fonte battesimale ligneo del 1500 circa, restaurato negli anni sessanta del XX secolo, l'unica opera della chiesa antica sopravvissuta fino ai giorni nostri. Nel 1616 la chiesa di Santo Stefano e le altre del paese furono luogo di visita da parte di mons. Lorenzo Monzonís Galatina, arcivescovo di Lanciano. Dalla quella visita pastorale si apprende che a quell'epoca la parrocchia era molto più ricca di opere artistiche rispetto all'attuale tempio. L'altare maggiore infatti era arricchito da un tabernacolo ligneo, da statue raffiguranti Santo Stefano e San Giovanni e vi si trovava un quadro dell'Annunciazione. Nella navata c'erano ben 11 altari laterali, mantenuti dalle famiglie benestanti dell'epoca; erano dedicati a San Salvatore, ai Santi Andrea, Elisabetta e Biagio, ai Santi Antonio Abate e Tommaso apostolo, a San Sebastiano, alla Natività di Maria, al Santissimo Rosario (quello dell'omonima Arciconfraternita del loco), ai Santissimi Angeli, a San Francesco, a Santa Caterina, a San Pantaleone e all'Annunciazione. Oggi, gli altari, le loro tele, statue e sacre suppellettili sono scomparsi.
La chiesa è dedicata a Santo Stefano, il protomartire cristiano, ovvero il primo ad aver dato la vita per testimoniare la propria fede in Cristo e per la diffusione del Vangelo. La devozione del Santo è molto diffusa nella provincia teatina sin dall'antichità, tanto che l'antica cattedrale di Lanciano (quella odierna è dedicata alla Madonna del Ponte) era dedicata proprio a lui, anche se oggi questa dedicazione è ricordata solamente da un altare laterale della basilica stessa che rappresenta il martirio del Santo ProtomartireNel 2008 è stato composto "l'Inno a Santo Stefano" che si canta durante la novena del Santo.
A causa dell'incremento della popolazione, nel 1620, su proposta dell'allora arciprete don Giulio Di Scipio, la chiesa fu oggetto di notevoli lavori di ampliamento. Con il passare del tempo lo splendore della chiesa venne perso, a causa della crescita demografica e all'abbandono del tempio. Castel Nuovo infatti nel corso del Settecento conobbe un notevole benessere economico e demografico, grazie alla signoria dei Caracciolo, mettendo la chiesa di Santo Stefano in condizione di non riuscire più a contenere il numeroso popolo; si rese quindi necessaria la costruzione di una nuova chiesa.

### La nuova chiesa
Il problema della vecchia chiesa trovò risposta nella risoluzione del Parlamento dell'Università, adottata il 16 novembre 1749:
la matrice chiesa sotto il titolo di Santo Stefano Protomartire essendo incapace per il popolo cresciuto, oltre esser mal ridotta avendo forma piuttosto di fenile che di chiesa, vi sarebbe un benefattore il quale vorrebbe contribuire nella spesa, assistenza ed altro, purché codesta Università ed i di lui cittadini contribuissero nella cava delle pietre, trasporto di esse, trasporto de mattoni, calce, arena, travi, acqua, con prestare anche la dovuta assistenza, essendosi anche provveduto da perito prattico alla considerazione della spesa per il lavoro faciendo e per il materiale vi vuole...[] Onde essendo, utile a questo publico offerta data, di avanzo all onor di Dio e di commodo a ciaschedun cittadino...[] essendo ogni filio obligato ad aggiutare la propria madre...[] risolvino le Signorie Vostre se intendono di quella abbellire ed ingrandire...[].
Quando finalmente si trovarono i fondi, iniziarono i lavori per la costruzione della nuova casa di culto. Secondo la tradizione popolare, i cittadini, spinti dalla voglia di vedere realizzato un nuovo tempio, contribuirono formando una catena umana per trasportare mattoni dall'attuale contrada Crocetta (dove probabilmente allora vi era una fornace di mattoni) fino al paese. Al riguardo gli storici sostengono che ci fu un celebre architetto, la tradizione sostiene essere il Vanvitelli. Si suppone invece che si tratti di Mario Gioffredo, allievo del Vanvitelli, in quegli anni stava costruendo la chiesa del Carmine a Vasto. La costruzione si protrasse per molti anni fino alla riconsacrazione da mons. Domenico Gervasoni e all'apertura al culto nel 1780, come confermato dal portale. Tra il 1978 e il 1981 fu oggetto di interventi di restauro su commissione del parroco don Costantino Parente, in cui venne ricostruito il tetto, il pavimento e ritinteggiato l'edificio, nelle sembianze di come si presenta oggi.

## Descrizione

### Esterni
La chiesa occupa il cuore del centro storico, l'edificio rettangolare è collegato a destra alla chiesa del Rosario, a sinistra al succorpo della chiesa del Monte dei Morti. La facciata in mattoni a vista è divisa da un cornicione marcapiano in due settori, il settore di base ha il portale in pietra arenaria con volute e ornamenti. Al centro c'è lo stemma civico di Castel Frentano a rilievo, con l'anno di completamento 1780. Si ipotizza che il portale sia stato riutilizzato dalla vecchia chiesa demolita. Il settore secondario ha un finestrone centrale.
Il timpano è semicircolare. Il campanile laterale è una robusta torre in mattoni, con un antico orologio a meridiana del XVII secolo. Il nuovo orologio tarso ottocentesco è stato realizzato nella sopraelevazione del settore della cella campanaria, che termina con una gabbia in ferro battuto lavorato elegantemente, per ospitare le campane delle ore. Sul fianco verso piazza Caporali, la chiesa mostra i lavori incompiuti dell'acquedotto comunale del 1901 progettato da Alfredo Berenga di Lanciano.
La falsa cupola di cui è dotata la chiesa, poggia su quattro arconi del transtetto.

### L'interno
Dato che l'edificazione della chiesa nuova fu molto dispendiosa, fu abbandonato il progetto di dotarla di pitture, a causa di una spesa di 300 ducati, ritenuta eccessiva. Venne invece decorata agli inizi dell'Ottocento con sobri stucchi, attribuiti a Giuseppe Ciampoli di San Vito. L'interno, a navata unica, possiede sei altari laterali del periodo della ricostruzione, ornati da pale d'altare attribuite a Giuliano Crognale (1770-1862), pittore castellino.
Queste ultime rappresentano rispettivamente la Madonna Immacolata (copia da un'altra di Vincenzo Ronzi di Penne), San Michele arcangelo (copia da Guido Reni), Sant'Anna che educa Maria, l'incredulità di san Tommaso apostolo, Maria Santissima del Rosario e Maria Santissima del Suffragio, opera di Eliseo De Luca di Lanciano del 1857; (questa tela è stata per anni in stato di degrado ma nell'estate del 2018 è stata ricollocota sul suo corrispettivo altare dopo un restauro fortemente voluto dall'associazione culturale Ripensiamo il centro storico).
Le ultime due sono posizionate nelle cappelle delle due confraternite, presso il transetto. Nel XIX secolo l'arciprete don Luigi Di Guglielmo della famiglia Silveri, fece aggiungere l'altare maggiore e la sua balaustra (1847), in contrasto però con la chiesa e con l'organo monumentale, opera di Quirico Gennari di Lanciano, su cassa lignea intagliata  da Modesto Salvini di Orsogna; tuttora conservato in cantoria anche se non funzionante.
Sull'altare maggiore era posta una tela settecentesca raffigurante Santo Stefano, ora conservata solo in parte nella sagrestia. Nel 1926 l'arciprete Francesco Gaetani fece restaurare l'altare maggiore. I quattro evangelisti in pietra vennero aggiunti alla cupola negli anni sessanta dall'arciprete don Francesco Memmo, che fece inoltre restaurare la settecentesca statua di san Rocco, l'ottocentesca statua di sant'Antonio, tuttora poste alla venerazione. Nel 2011 è stato consacrato il nuovo altare utilizzando la scelta alquanto discutibile di riutilizzare i marmi dell'antico altare Maggiore.
Nella chiesa si conservano inoltre la statua di Santa Rita, una statua del XIX secolo del Crocifisso, la statua della Madonna del Rosario, e un fonte  battesimale in legno intagliato. L'altare maggiore ha nella parete una grande nicchia con una statua moderna di santo Stefano in legno della Val di Fassa.
Una seconda statua processionale del XX secolo è nella sagrestia.
La statua più antica del Settecento è conservata nell'archivio parrocchiale. Fu realizzata intorno al 1780, è di fattura napoletana. Illustra il santobin piedi con la palma e le pietre del martirio. Indossa una dalmatica rossa, simbolo del martirio del Santo.

### Oratorio della Congrega del Santissimo Rosario

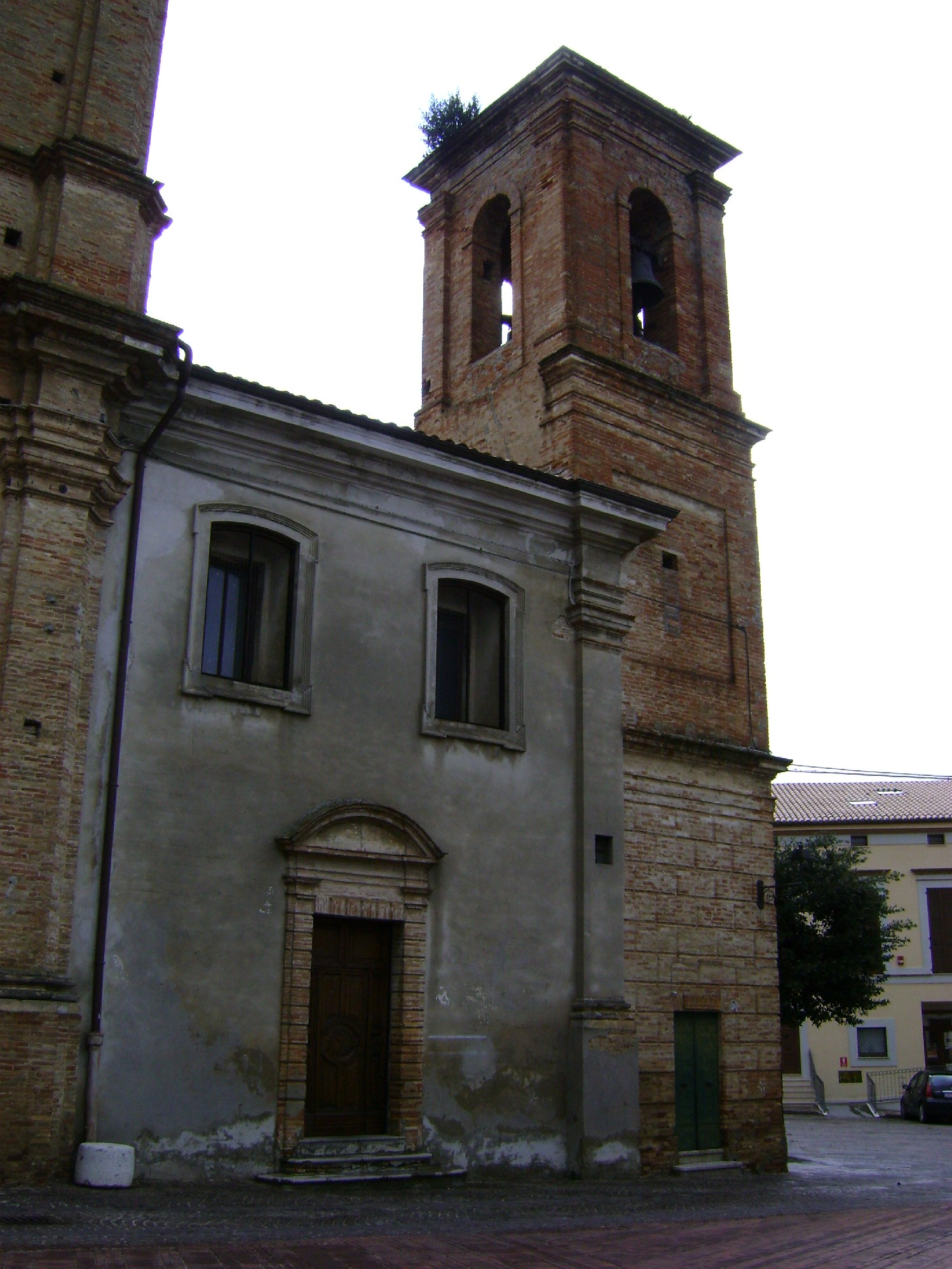
Esterno della cappella del Rosario

La prima cappella dedicata al Santissimo Rosario si trova sul sagrato della chiesa, con un lato rivolto su piazza Caporali. Si tratta di una chiesetta del XVI-XVIII secolo annessa alla parrocchiale, con una facciata assai semplice, caratterizzata da due finestre laterali e un portale  in pietra, con timpano semicircolare. Il campanile a torretta è in mattoni rossi a vista. Fu voluta dalla locale Congrega del Santissimo Rosario nel 1581.
L'interno a navata unica è stato  restaurato nel 2008, per pericoli statici, successivamente nel 2017 è stato effettuato un restauro conservativo grazie al quale è stato possibile salvare un ciclo di pitture murali di Giuliano Crognale (1770-1862)  situato sulla volta dove sono mostrate scene della vita di Maria Vergine. L'altare monumentale è in scagliola realizzata dai Fratelli Terzani nei primi quarti del Settecento, vi si conserva la starua della Madonna del Rosario della metà del XVII secolo, attribuita a Giacomo Colombo, affiancata da due nicchie con San Domenico e Santa Rita de Lima. La nicchia maggiore è affiancata affiancata medaglioni dipinti dei Misteri del Rosario, della scuola di Nicola Ranieri da Guardiagrele. La chiesa è inoltre adornata dai sedili laterali in legno dipinto,per i confratelli.

### Oratorio della Confraternita del Monte dei Morti e del Purgatorio
La cappella del Suffragio o del Monte dei Morti, dal nome della confraternita ivi situata, fondata nel XVI secolo, che organizzava le sepolture dei defunti nel cimitero, e il seguire i riti della Settimana Santa.
Gli atti testimoniano nella chiesa la presenza della confraternita del Suffragio dei Morti, sino dalla seconda metà del XVII secolo, nel 1665 era citata come sede del Suffragio, nel 1691 come Confraternita del Monte dei Morti, situata nella cappella di Maria SS.ma del Suffragio. Nel 1719 fu formalmente riconosciuta, nel catasto del 1752 dove veniva denominata anche "del Purgatorio".
La chiesetta antica fu inglobata nel XIX secolo in una nuova struttura eretta presso il vestibolo della parrocchia in via Torrione, dove un tempo insisteva il cimitero, oggi ornato da dipinti a muro e dalle statue della Madonna Addolorata, di san Giovanni Apostolo, di San Rocco è Sant'Antonio di Padova.
La chiesa è anche "cripta" della parrocchiale di Santo Stefano, accessibile da via Torrione, manca di una facciata vera e propria, è caratterizzata infatti dalla presenza di una torre campanaria rettangolare, simile alla torre della cappella della Madonna del Rosario, su piazza Caporali, che dal fianco nord della parrocchia di Santo Stefano prospetta sulla piazza. L'interno a navata unica è decorato da stucchi, una volta a botte con finta calotta centrale, e un altare dedicato alla Madonna del Suffragio.
Vi si trovano pitture del 1848 di Vincenzo Ronzi di Penne inerenti alla "Deposizione dalla Croce " e alla "Santissima Trinità", oltre un ciclo di pitture sul fianco che illustrano l'entrata a Gerusalemme, l'ultima cena e Orazione nell'orto. L'altare maggiore mostra tre nicchiibi con la statua principale della Madonna col Bambino tra le anime del Purgatorio, e le altre di San Maurizio e San Gaetano. La statua del Cristo morto è attribuita alla scuola di Domenico Renzetti di Lanciano.
Presso l'ingresso della cancellata in ferro battuto, vi è il documento di riconoscimento dell'Arciconftaternira da parte di re Ferdinando I delle Due Sicilie, e un dipinto di chiara ispirazione massonica con rirratta un'ara votiva con 2 angeli e il teschio di Abramo, opera di Giuliano Crognale.
La primitiva chiesetta del Suffragio si trovava invece fuori le mura, ma già nella visita pastorale di Monsignor Alfonso Alvarez Barba, vescovo di Lanciano, nel 1671 era descritta come in rovina, e fu nuovamente eretta accanto alla chiesa madre di Castelfrentano, con la realizzazione di un succorpo per la sepoltura all'interno dei morti.
La chiesa del Monte, così come quella del Rosario, è provvista di un piccolo campanile a torre in mattoni locali, con 3 campane.